# 氷の上のふたり
氷の上のふたり（原題：Midnight Sun）は2014年、カナダ・イタリア合作の冒険映画。
出演者はダコタ・ゴヨ、ゴラン・ヴィシュニック、ブリジット・モイナハン。脚本はヒュー・ハドソン。監督はロジャー・スポティスウッドとブランドウ・クィリッチ。カナダのオンタリオとマニトバで撮影が行われた。
映画は街中に現れたホッキョクグマの母グマを、保安官達が遠隔地の氷上に搬送したものの、取り残された子グマを母親のもとに戻すために命がけで奮闘する地元のティーンエイジャー、ルーク（ゴヨ）を描いている。
2014年11月に初公開され、概ね好悪両極端の評価を受けた。

## あらすじ
北極圏のとある街に、シロイルカの研究者である母親と姉の3人で暮らすルークは、スノーモービルで氷上を駆け回り母親を心配させている。父ビクターは氷上での事故で死んだが、父の友人であるマクタックが助けなかったのが原因だという話が語られ、リタおばさん（亡き父の姉）もそう信じている。しかし、ルークはマクタックを尊敬している。
ある日、ルークが家に戻って、研究のために留守にしている母親の留守中に姉弟の世話に来てくれているリタおばさんと雑談を交わしたあとに、自分の部屋で寛いでいると、自宅倉庫のほうで何か物音がする。見に行ってみると倉庫から出てきた大きなホッキョクグマと鉢合わせする。クマを愛するルークは、この大きなクマをなだめながら対応しているところに保安官達がやってきて、危険だからと麻酔銃でクマを眠らせ、遠く離れたレゾリュートに放つと言って車で運び去る。
これで一件落着と思われたが、ルークが倉庫に入ってみると、何かが物陰に見え隠れする。近寄ってみると母グマが連れていた子グマだった。リタおばさんに見つからないように食べ物を与え、自分の部屋に連れ込んで、しばらくいっしょに遊んでから眠りにつく。
さて、朝になって子グマがいるのがおばにばれてしまう。亡き父の友人のマクタックの所にケージに入れて運んで行き相談するが、母グマはレゾリュートに放つためにヘリコプターで運ばれて行ってしまったので、どうしようもないとつれない返事で彼の猟犬飼育場横の檻に置いていくことになる。
それでも、子グマを母グマのもとに戻したいルークは、翌日、誰にも告げずに融け始めて危険な氷上を、スノーモービルで牽引するソリに子グマを乗せて出発する。子グマがいなくなったことに気付いたマクタックから連絡を受けたルークの姉アビーは、ルークがいないことを確認する。マクタックはルークを追いかけてスノーモービルで出発する。
ルークは途中で融け始めた氷の割れ目で海に落ち冷水に浸かってしまう。子グマの助けもあって辛うじて水中から脱出はできたものの、低体温症で危機的状態に陥る。そこにマクタックが助けに来て、イヌイットの狩猟現場のテントに連れて行き体を温めてもらい危機を脱し帰路につく。
しかし、途中で嵐に遭い、ソリをフライシートで覆ってしのごうとするが、シートを引っ張り支えていたマクタックは強風に引きずり飛ばされて行ってしまう。ルークは子グマのピズーが見つけた氷穴の中に避難して嵐をしのぐことができたが、嵐が去ったあとに氷穴から出てみると、いまいる氷塊は流氷となって流されている状態であった。対岸にはマクタックの無事な姿とスノーモービルも見えるが、冷水の海があるためになんともならない。
マクタックは助けを求めに戻り、ルークの母とマクタックを乗せた水上飛行機がルークを救助するために飛び立っていく。飛行機はルークがいる流氷の上にさしかかるが、疲れていたルークは氷穴に入って眠り込んでおり、みつけられ救助される機会を失ってしまう。
万事休すかと思われたが、ルークの流氷は陸とつながっている棚氷に衝突し、上陸することができて、ふたりは再び危機を脱する。目の前の近そうに見えるレゾリュートにいるはずの母グマの所に子グマを連れていこうと、氷雪の上を歩き続けているうちに、寒さと疲労でルークは気を失い氷雪の上に倒れる。倒れるときに、飛行機が来たときに使うつもりで持っていた信号弾を発射する。気がついてみると、資源開発サイトの医務室で医師に介抱されているところであった。信号弾に気がついて助けに来てくれたらしい。凍傷を負ったものの三度度目の危機を脱したことになる。
ルークがここでおとなしく迎えを待っていればいいのだが、ピズーを母グマの所に連れて行きたい一心で、暖かい場所を抜け出して、またふたりでレゾリュートに向かって歩き出す。途中で見つけた帆走ボートで海を渡ろうとするが水漏れで浸水し、あわや沈没かと思われたが、なんとか目的地に上陸することができピズーは母グマのもとにたどり着くことができた。
そこに、マクタックと母を乗せたヘリコプターが迎えに来て、目的を果たしたルークは家に帰ることができた。ルークの父親が事故死した時の真相も明らかになって、マクタックに対する誤解も解けており、みんなは温かい気持ちで春を迎えた。

## キャスト
※括弧内は日本語吹替。
- ルーク - ダコタ・ゴヨ（笹島かほる）
- マクタック（イヌイットにつけてもらった通称） - ゴラン・ヴィシュニック（西垣俊作）
- ルークの母親 - ブリジット・モイナハン （浅井晴美）
- ルークの姉アビー - ケンドラ・ティミンズ（本田和希）
- リタおばさん - リンダ・カッシュ（北林早苗）
- スペック - ピーター・マクニール（菊池康弘）
- イータ - ミシェル・スラッシュ（菊山裕希）
- アジア系の医者 - ラッセル・ユン（池田優希）
- ジェイク・マードフ - デュエイン・マレー（西山慎哉）
- ホッキョクグマの母グマ - アメリカグマ
- ホッキョクグマの子グマ、ピズー -